# بني امحمد (بني امحمد سجلماسة)
بني امحمد هي إحدى مشيخات المملكة المغربية، تتبع جغرافيا لإقليم الرشيدية وإداريًا لبني امحمد سجلماسة. يقدر عدد سكانها بـ 14464 نسمة حسب الإحصاء الرسمي للسكان والسكنى لسنة 2004.